# أولاد سيدي عبد النبي (أولاد سيدي عبد النبي)
أولاد سيدي عبد النبي هو دُوَّار يقع بجماعة الشلالات، عمالة المحمدية، جهة الدار البيضاء سطات في المملكة المغربية. ينتمي الدوّار لمشيخة أولاد سيدي عبد النبي التي تضم دوار واحد. يقدر عدد سكانه بـ 6222 نسمة حسب الإحصاء الرسمي للسكان والسكنى لسنة 2004.

## روابط خارجية
- البوابة الوطنية للجماعات الترابية
- المندوبية السامية للتخطيط